# PZL PW-6
Die PW-6 ist ein am Polytechnikum Warschau entwickeltes doppelsitziges Segelflugzeug in Kunststoffbauweise.
Das Flugzeug erhielt am 11. September 2000 die polnische und am 27. Juni 2006 die EASA-Musterzulassung nach JAR 22. Die Serienproduktion startete bei PZL Świdnik und wurde ab der Seriennummer 78.04.01 bei Zakład Szybowcowy „Jeżów“ weitergeführt.

## Geschichte und Konstruktion
Entwickelt an der Technischen Universität Warschau weist das Flugzeug bei Leitwerk und Tragfläche einige Ähnlichkeit zum Einsitzer PW-5 auf. Die Länge wuchs um 1,63 m, die Spannweite um 2,56 m auf 16 m. Der freitragende Mitteldecker mit trapezförmigem Flügel und zurückgebogener Nasenleiste außen hat ein Normalleitwerk mit stoffbespanntem Seitenruder. Das Fahrwerk besteht aus drei Rädern mit starrem, per Trommelbremse verzögertem Hauptrad. Die zweigeteilte Haube öffnet nach vorn und hinten.

## Technische Daten
| Kenngröße             | Daten                |
| --------------------- | -------------------- |
| Besatzung             | 1 + 1                |
| Rumpflänge            | 7,85 m               |
| Spannweite            | 16 m                 |
| Höhe am Leitwerk      | 2,40 m               |
| Flügelfläche          | 15,25 m²             |
| Flügelstreckung       | 16,8                 |
| V-Stellung            | 3°                   |
| Gleitzahl             | 35 bei 103 km/h      |
| Geringstes Sinken     | 0,75 m/s bei 94 km/h |
| Leermasse             | 350 kg               |
| max. Startmasse       | 550 kg               |
| Flächenbelastung      | 27,54–37,38 kg/m²    |
| Höchstgeschwindigkeit | 260 km/h             |